# Saque de Magdeburgo
O Saque de Magdeburgo, ou de Madeburgo, refere-se ao cerco e posterior pilhagem da cidade alemã de Magdeburgo pelas tropas imperiais durante a Guerra dos Trinta Anos. O cerco durou de novembro de 1630 até 20 de maio de 1631.
João T'Serklaes, conde de Tilly, decidira conquistar a rica cidade, para capturar seus armazéns, necessários para o sustento do exército. Quando a cidade foi tomada, entretanto, os soldados imperiais saíram do controle, saquearam e queimaram as construções e massacraram os habitantes. Dos 30 000 moradores, apenas 5 000 sobreviveram. Por quatorze dias, cadáveres foram despejados no Rio Elba, para prevenir doenças.
O saque teve grandes efeitos políticos e serviu à propaganda protestante contra o Imperador do Sacro Império Romano-Germânico e seus aliados.